# Abelardo Espejo Tramblin
 (septembre 2009).
Pour les articles homonymes, voir Espejo.
Abelardo Espejo Tramblin, dit Abelardo, né en 1947 à Jaen, en Espagne, est un sculpteur espagnol, basé entre l’Espagne et la France. Sa notoriété s'est construite, notamment, grâce à ses sculptures monumentales.

## Biographie
Abelardo Espejo Tramblin naît en 1947 à Jaen, en Espagne. Il poursuit des études d'ingénieur, puis s'initie à la sculpture. En 1978, son œuvre Abstraction est sélectionnée au Concours National de Sculpture de Guadalajara. À partir de là, il se consacre pleinement à la sculpture. Au cours de cette première période, son œuvre est figurative.
En 1980, il réalise sa première exposition individuelle à Torremolinos,Malaga.Enrico Pecci, industriel et collectionneur italien, lui achète sa première sculpture
En 1982, Abelardo conçoit et dirige le 1er Concours International de Sculpture de Jaca, où il rencontre Pablo Serrano et Raul Chavarri, avec lesquels il se lie d’amitié. Il poursuit la série de ses expositions individuelles et obtient plusieurs prix et distinctions : prix Hidalgo de Cabiedes avec son œuvre Jarabacoa, prix Jacinto Higueras avec El Decenso del Aguila, médaille de la Ville de Calahorra. Il est en outre l’invité d’honneur du Salon des Arts Plastiques de la ville de Calahorra, Rioja.
La même année, il se lie d'amitié avec Caneja et Martin Chirino. Leur œuvre le marque notablement. Il tient une exposition intitulée Figuracion 82 à la Galerie Kreisler de Madrid et à Almuñecar, Grenade. Il participe à l’exposition itinérante pour toute l'Andalousie organisée par la Junta de Andalucia : Encuentro de Artistas Plasticos Andaluces. Il expose au Palacio de Bibataubin à Grenade et obtient la médaille de la Ville de Huesca.
En 1983, il lance la seconde édition du Concours International de Sculpture de Jaca et expose à Saragosse. L'année suivante, il expose à Cordoue et effectue un deuxième voyage à Paris où il découvre l’art des Cyclades au cours d’une exposition et L’art africain traditionnel au Musée de l'Homme.
Abelardo revient à Paris en 1985 et 1986, et réalise en parallèle une série de sculptures monumentales en bois et en marbre. Inspiré par l'Afrique et l'art africain, il réalise ses premières sculptures en fer.
De 1987 à 1988, il voyage en Europe entre Paris, Londres, Vienne, Salzbourg et Klagenfurt, villes où il présentera ensuite des expositions. Certaines de ses œuvres sont présentées au Museo Zabaleta, au palais de la Madraza de Grenade. Les années suivantes, il se lance dans un projet de sculptures pour l’autoroute de Grenade.
1992 est l'année de l'Exposition Universelle de Séville. Il y expose deux œuvres de 2,60 mètres de hauteur, en fer peint, placées entre les pavillons de Pologne et de Bulgarie, à l’intérieur de l’enceinte de l’exposition. Deux de ses sculptures de grandes dimensions (3 mètres de hauteur) sont installées devant le pavillon de l'entreprise Rank Xerox, toutes deux sur miroirs d’eau, pendant toute la durée de l’exposition. Dans ce même pavillon, il installe en outre une exposition individuelle présentant des œuvres allant jusqu’à cinq mètres de hauteur.
Il est par la suite désigné par la Commission européenne pour réaliser la sculpture La Nouvelle Europe, placée dans l’avenue Europa de l’île de la Cartuja. Après l’exposition Universelle de Séville, cette œuvre est transportée dans la cour centrale du bâtiment de la Commission européenne du Parlement européen de Bruxelles.
En 1993, Abelardo est d'abord sélectionné au concours Mariano Beniure du Centre Comte Duc de Madrid, où il expose. Ensuite, sa sculpture Liberté est choisie par l’UNESCO comme symbole de la Rencontre Internationale "La Paix, le jour d’après", qui est remise à Yasser Arafat, Shimon Peres, Javier Solana, Federico Mayor Zaragoza, Manuel ChavesPresidente de la Junta de Andalucia et Jésus Quero (Maire de Grenade). Une reproduction réduite de cette sculpture, de 13 cm de hauteur, est également remise à tous les intellectuels participant à la rencontre. La société d’État espagnole Expo 92 sollicite l’œuvre Mascara, de 2,60 mètres de hauteur, en fer peint, pour le musée de souvenirs de l’Expo 92.
De 1994 à 1996, Abelardo travaille à des projets de grandes dimensions pour les routes et l'architecture urbaine pour différentes provinces d’Espagne (Almeria, Grenade, Séville etc.). Il réalise un projet pour la place de la Tolérance à Amman, en Jordanie, et un ensemble de sculptures pour la ville d'Almeria. En 1996, Il prépare un projet pour l’Exposition Universelle de 1998, à Lisbonne, réalise deux sculptures mesurant respectivement 11 et 3,5 mètres (Vers le Ciel), toutes deux en acier oxydé à destination de la ville de Grenade. Il expose ensuite à Sana’a au Yémen et rencontre Aiap. Il participe à une exposition collective présentée à l'occasion d'un vol sur la ligne Sana’a-Paris, avec Karim Benanni, Himat  et Ahmed Dari.
En 1997, Abelardo expose ses œuvres des années 1986-1996 appartenant à l’étape Hommage à l’Afrique dans les locaux de la Maison Torrente, sur l'avenue des Champs-Élysées, à Paris. Il participe à l’exposition collective Pour regarder le siècle en face — Hommage à Aimé Césaire, qui se tient au siège de l’UNESCO à Paris, avec Wilfredo Lam, Sebastião Salgado, Botha, Ben Yahia, Matieu, etc. Il s’agit d’une exposition itinérante qui parcourt ensuite plusieurs villes de France avant d'être présentée dans d’autres pays.
À partir de 1999, Abelardo participe à plusieurs expositions collectives ou personnelles en France et dans le monde : Itinéraires 99 à la Mairie de Levallois-Perret, en 2003, Les origines de l’Homme : de l’Afrique à Atapuerca à l'Institut Cervantes de Paris sous le haut patronage de l’Union Latine et de la Junta de Castilla-Leon, la Foire internationale d'art contemporainFIAC en 2007 avec la Galerie Denise René et, après un voyage au Koweit en octobre, Art-Paris à Abou Dabi, en novembre 2008.
Il participe à la foire d'art contemporain De arte à Madrid en février 2009 puis, en octobre de la même année, à une exposition conjointe avec Federico Mayor Zaragoza (sculptures et poèmes), intitulée Hommage à l'eau, à la galerie Comtesse de Caen de  l'Académie des beaux-arts de l'Institut de France (Paris), suivie en décembre d'une exposition à la Gliptoteka de Zagreb, en Croatie. En 2010 il participe à une exposition collective à la Galerie Galerie Giana Sistu. En 2011, la Galerie BS ART propose une exposition intitulée Mes Hommages, sculptures présentant différentes étapes du parcours de l'artiste. Cette exposition a lieu à Paris dans le 7e arrondissement. Il prépare plusieurs projets pour le Koweït, la Chine et Oman ainsi qu'une exposition à La Haye. Pour 2012, il prépare une exposition à Porto (Portugal) pour la Fundaçao Serralves et le Studio Pulchri à La Haye. De novembre 2011 à février 2012, Abelardo Espejo Tramblin présente une quarantaine de sculptures de différentes périodes — des sculptures abstraites aux lignes pures de l’Hommage à l'eau aux masques africains de l’Hommage à l'Afrique : cette exposition se déroule dans les grands salons du Bureau culturel saoudien à paris. Elle est organisée par le bureau culturel saoudien en partenariat avec la galerie BS ART. D’autres expositions ont été organisées à Paris et en Espagne, mais il se consacre à l’oeuvre monumentale.  
Œuvres dans les Musées
- Museo Pecci à Prato, ITALIE
- Musée del’UNESCO, Paris, FRANCE
- Musée de Jaén, ESPAGNE
- Musée Jacinto Higueras, Jaen. ESPAGNE
- Mairie de Grenade, Grenade, ESPAGNE
- Musée d’Art contemporain, Palestine. (IMA Paris) FRANCE
- Musée Maritime de Sharjah, ÉMIRATS ARABES UNIS
- Institut Valencien d’Art Moderne, IVAM, Valence, ESPAGNE

## Prix et distinctions
- 1982 : médaille de la Ville de Calahorra.
- Prix Hidalgo de Caviedes.
- Prix Jacinto Higueras.
- 1992 : médaille de la Commission Européenne décernée par le Commissaire général pour l’Expo 92, Jean Dondelinger, pour sa sculpture La Nouvelle Europe, comme « symbole de l’Union Européenne ».
- 1997 : médaille d’Or de l’Association Internationale des Artistes Plastiques (AIAP).
- 1999 : le Directeur Général de L’UNESCO Federico Mayor Zaragoza lui décerne la Médaille Picasso de l’UNESCO « pour l'ensemble de son œuvre et en reconnaissance de sa contribution à la promotion des idéaux de l’Organisation ».
- 1999 : obtient le haut patronage de l’UNESCO son œuvre Pont des Cultures.
- 2023 : l’Organisation des journalistes ibéroamericains (Organización de Periodistas Iberoamericanos — OPI)  lui octroie la distinction d’artiste de l’année « en reconnaissance de sa vaste carrière et par sa contribution à la promotion de la Paix et le dialogue à travers de l’Art ».

## Œuvres monumentales
- La Nouvelle Europe, 1992, Séville Expo ’92. Actuellement au Parlement européen, Bruxelles.
- Liberté, symbole de la Rencontre Internationale « La Paix, le jour d'après »  Grenade, pour l'UNESCO, 1993.
- Presa El Portillo, Confédération hydrographique du Guadalquivir, 2000. Baza, Grenade, Espagne. 12 m de hauteur.
- Deux lunes, œuvre de 12 mètres de hauteur en acier inoxydable, réalisée pour l'autoroute de la Méditerranée, Almeria, Espagne, en janvier 2000.
- Hommage à la Radio, sculpture en bronze de 3 mètres de hauteur réalisée en hommage à Luis del Olmo, à Carracedelo, Leon, 2002
- Obélisque, œuvre de 20 mètres de hauteur en acier oxydé, Motril (Grenade) réalisée en décembre 2007.
- Pont des Cultures[2] - Pour l'autoroute de Saragosse-Huesca. Œuvre réalisée sous le haut patronage de l’UNESCO en 2008.
- 2008, Vitraux 500 x300cm Siège social du Ministère de travaux publiques a Saragosse.
- Colonnes d'eau, œuvre de 18 mètres de hauteur en acier inox, réalisée et installée sur l'autoroute Granada-Motril, en octobre 2008.
- De la série Hommage à l’Afrique, sculpture en fer rouge de 190x30cm. Ambassade d’Andorre à Paris. 2010. FRANCE
- 2015 Fontaine en marbre macael. Principauté d’ ANDORRE
- 2018 sculpture en fer 300cm L, Principauté d’ANDORRE
- 2 œuvres pour l’ INSTITUT VALENCIEN D.ART MODERNE, IVAM, Valence, ESPAGNE .
- 2019 ouvre pour le MUSÉE D’ART CONTEMPORAIN de la PALESTINE. (Actuellement  chez l’Institut du Monde Arabe à PARIS)
- 2022  sculpture monumentale de 20m  GALLUR-MALLEN ZARAGOZA. ESPAGNE
- 2023 plusieurs projets en cours  (Émirats Arabes, Oman et Saragosse)